# Cerzeto
Cerzeto (albanès Qana) és un municipi italià, dins de la província de Cosenza. L'any 2006 tenia 1.377 habitants. És un dels municipis on viu la comunitat arbëreshë. Limita amb els municipis de Bisignano, Cervicati, Fuscaldo, Mongrassano, San Martino di Finita i Torano Castello. Comprèn les fraccions de San Giacomo di Cerzeto (Shën Japku) i Cavallerizzo (Kejverici).

## Administració
| Període | Identitat        | Partit         |
| ------- | ---------------- | -------------- |
| 2006-   | Ermenegildo Lata | Centreesquerra |